# ノースブルック男爵
ノースブルック男爵（英: Baron Northbrook）は、連合王国貴族の男爵位。
1866年にベアリング家嫡流のフランシス・ベアリングが叙されたのに始まる。1876年に第2代ノースブルック男爵トマスがノースブルック伯爵に叙されているが、トマスの血統は二代しか続かなかったため廃絶している。トマスの弟の家系がノースブルック男爵位を継承して現在に至っている。2015年現在の当主は第6代ノースブルック男爵フランシスである。

## 歴史

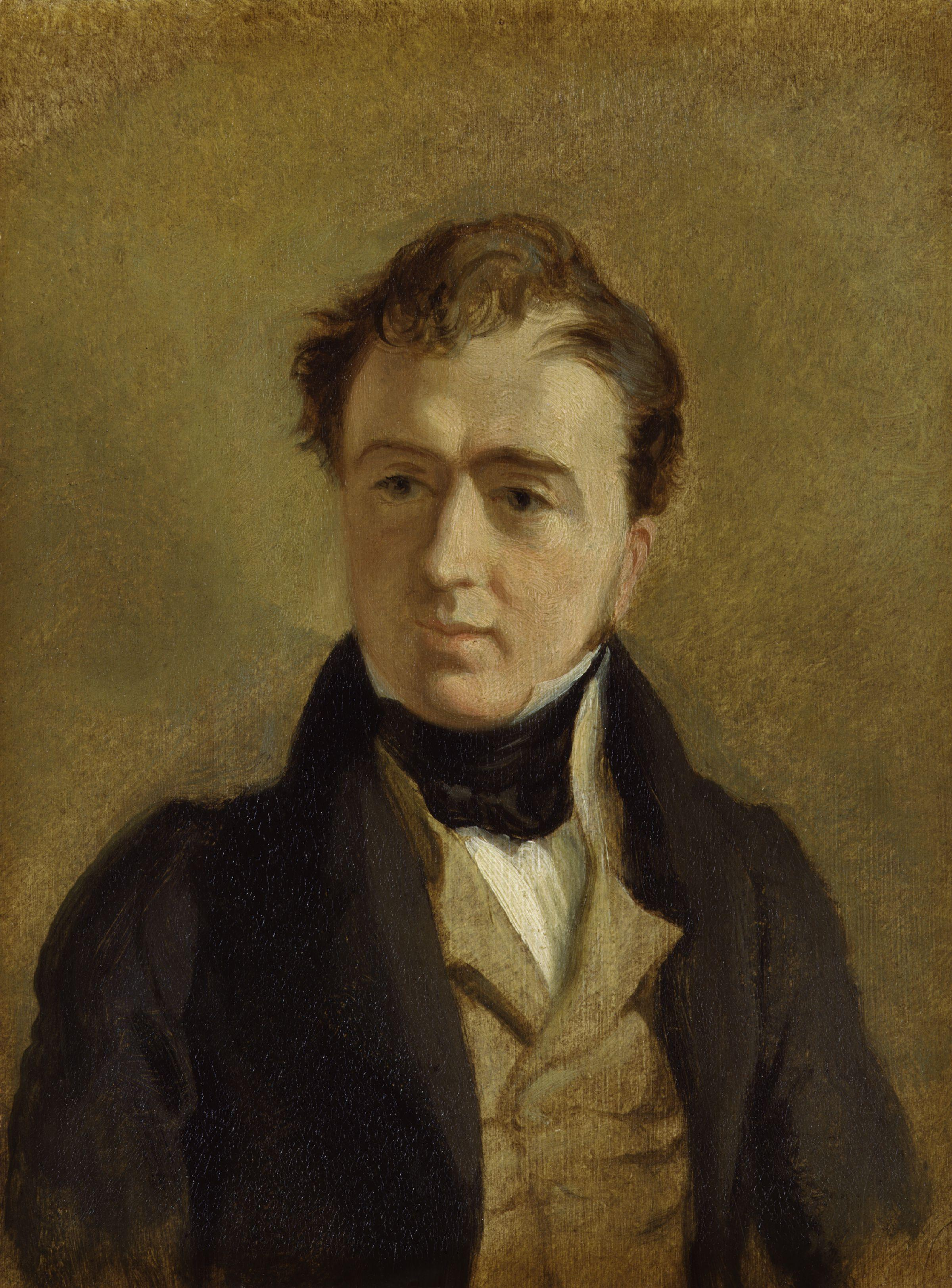
初代ノースブルック男爵フランシス・ベアリング

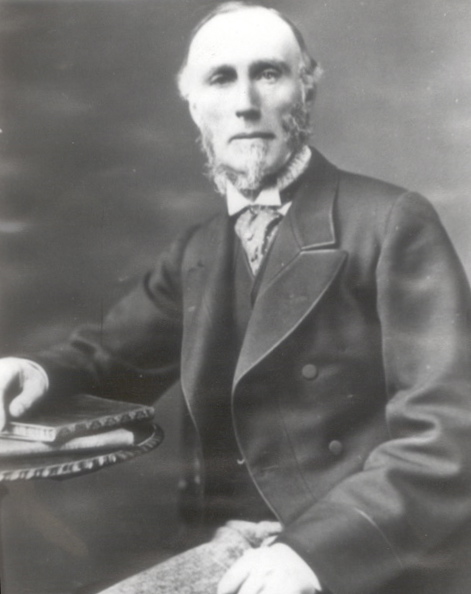
初代ノースブルック伯爵トマス・ベアリング

ベアリングス銀行の創設者である初代準男爵サー・フランシス・ベアリング(1740-1810)は、1793年5月29日にグレートブリテン準男爵位「(ラークビーアの)準男爵（Baronet "of Larkbeer"）」に叙されている。
その嫡流の孫である第3代準男爵サー・フランシス・ソーンヒル・ベアリング(1796-1866)は、ホイッグ党政権下で財務大臣や海軍大臣等を務め、1866年1月4日に連合王国貴族爵位「カウンティ・オブ・サウザンプトンにおけるストラットンのノースブルック男爵（Baron Northbrook, of Stratton, in the County of Southampton）」に叙せられた。
その長男である第2代ノースブルック男爵トマス・ジョージ・ベアリング(1826-1904)は、1872年から1876年にかけてインド総督を務めたが、親インド的統治を行おうとしたためにインド担当大臣第3代ソールズベリー侯爵ロバート・ガスコイン＝セシルと対立を深め、辞任に追い込まれた経緯を持つ。しかし帰国後の1876年6月10日に連合王国貴族「カウンティ・オブ・サウザンプトンにおけるノースブルック伯爵（Earl of Northbrook, in the County of Southampton）」および「カウンティ・オブ・ケントにおけるリーのベアリング子爵（Viscount Baring, of Lee, in the County of Kent）」に叙せられている。
ノースブルック伯爵位は長男フランシス・ジョージ(1850-1929)に継承されたが、彼には子供がなかったため、1929年の彼の死とともに廃絶した。
第4代ノースブルック男爵位と第6代準男爵位は初代ノースブルック男爵の次男フランシス・ヘンリー(1850-1915)の子フランシス・アーサー(1882-1947)によって継承された。
彼の死後はその長男フランシス・ジョン(1915-1990)が第5代ノースブルック男爵位と第7代準男爵位を継承。
彼の死後はその長男であるフランシス・トマス(1954-)が第6代ノースブルック男爵位と第8代準男爵位を継承して現在に至っている。1999年の貴族院改革で世襲貴族は92議席を残して議席を失ったが、彼は世襲貴族枠で議席を留めている。

## 現当主の保有爵位
現当主である第6代ノースブルック男爵フランシス・ベアリングは、以下の爵位を有する。
- 第6代カウンティ・オブ・サウザンプトンにおけるストラットンのノースブルック男爵(6th Baron Northbrook, of Stratton in the County of Southampton)
(1866年1月4日の勅許状による連合王国貴族爵位)
- 第8代(カウンティ・オブ・デヴォンにおけるラークビーアの)準男爵(8th Baronet, of Larkbeer, in the County of Devon)
(1793年5月29日の勅許状によるグレートブリテン準男爵位)

## 一覧

### (ラークビーアの)準男爵（1793年）
- 初代準男爵サー・フランシス・ベアリング（1740年-1810年）
- 第2代準男爵サー・トマス・ベアリング（英語版）（1772年-1848年）
- 第3代準男爵サー・フランシス・ベアリング（1796年-1866年）　※1866年にノースブルック男爵。

### ノースブルック男爵（1866年）
- 初代ノースブルック男爵フランシス・ソーンヒル・ベアリング（1796年-1866年）
- 第2代ノースブルック男爵トマス・ジョージ・ベアリング（1826年-1904年） ※1876年にノースブルック伯爵

### ノースブルック伯爵（1876年）
- 初代ノースブルック伯爵トマス・ジョージ・ベアリング（1826年-1904年）
- 第2代ノースブルック伯爵フランシス・ジョージ・ベアリング（英語版）（1850年-1929年）

### ノースブルック男爵（1866年）
- 第4代ノースブルック男爵フランシス・アーサー・ベアリング（1882年-1947年）
- 第5代ノースブルック男爵フランシス・ジョン・ベアリング（1915年-1990年）
- 第6代ノースブルック男爵フランシス・トマス・ベアリング（英語版）（1954年-）
  - ノースブルック男爵位には法定推定相続人も推定相続人もなし。準男爵位の推定相続人は2代準男爵からの分流ピーター・ベアリング(Peter Baring, 1939-)である。